# Perry Como

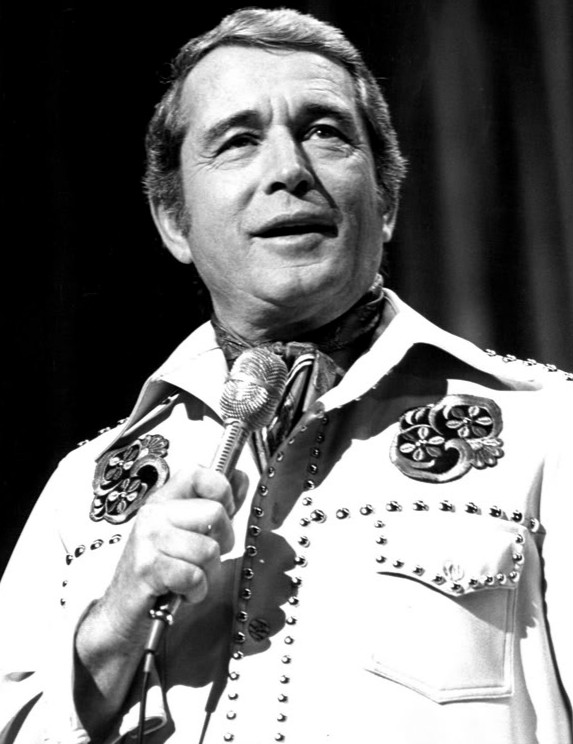
Perry Como nel 1975 nello special televisivo Como Country...Perry and His Nashville Friends

Perry Como, pseudonimo di Pierino Ronald Como (Canonsburg, 18 maggio 1912 – Jupiter Inlet Colony, 12 maggio 2001), è stato un cantante, showman e attore statunitense, molto popolare negli Stati Uniti a partire dagli anni trenta fino agli anni novanta.

## Biografia
Settimo di tredici figli, nato in Canonsburg, Pennsylvania da una famiglia italo-americana (i genitori, Pietro Como e Lucia Travaglini, erano originari di Palena, un piccolo paese in provincia di Chieti), Perry Como lavorò come barbiere fino al 1933. Suo padre, baritono per diletto, desiderò dare a tutti i figli una educazione musicale malgrado le difficoltà economiche.
Como iniziò a lavorare come cantante nell'orchestra di Freddie Carlone e poi di Ted Weems.
Nel 1943 incise il suo primo disco Goodbye Sue con la casa discografica RCA Victor, a cui rimase legato per tutta la sua carriera fino all'ultimo successo The wind beneath my wings nel 1987.
In quasi cinquant'anni di carriera Perry Como ha inciso oltre duecento brani, collezionando 14 singoli al primo posto nella hit parade USA, 20 dischi d'oro e oltre 100 milioni di dischi venduti in tutto il mondo.
Nel 1945 con Till the End of Time raggiunge la prima posizione nella Billboard Hot 100 per 9 settimane, nel 1946 con Prisoner of Love per tre settimane e con Surrender per una settimana, nel 1947 con Chi-Baba, Chi-Baba (My Bambino Go to Sleep) per tre settimane, nel 1949 con Some Enchanted Evening per cinque settimane, nel 1951 con If (They Made Me a King) per sei settimane, nel 1953 con Don't Let the Stars Get in Your Eyes per cinque settimane e raggiunge la prima posizione anche nella Official Singles Chart e nel 1954 con Wanted con Hugo Winterhalter per otto settimane.
Tra i suoi pezzi più celebri, entrati anche nelle classifiche italiane, si ricordano Papa Loves Mambo (quarta posizione negli Stati Uniti e prima nelle Fiandre in Belgio per 2 settimane), Round and Round (che raggiunge la prima posizione negli Stati Uniti), Magic Moments, The Rose Tattoo, Catch a Falling Star, It's Impossible. Nel 1958, all'apice del suo successo in Italia ottenuto con Magic Moments di Bacharach, fu ospite di Mario Riva nella trasmissione televisiva Il Musichiere, dove cantò Maria Marì.
Perry Como ebbe un grandissimo successo in televisione. Fu il primo cantante ad avere uno show tutto suo, dapprima intitolato The Perry Como Show e successivamente The Perry Como's Kraft Music Hall, in onda dal 1948 fino al 1963. Divenne il presentatore più pagato della storia della televisione, riuscendo così ad entrare nel Guinness dei primati. Condusse anche numerosi speciali televisivi dedicati al Natale, dal 1948 fino al 1994.
A differenza dei suoi colleghi Frank Sinatra e Dean Martin, Como non è stato particolarmente tentato dal cinema. Al suo attivo si contano appena quattro film, tutti girati negli anni quaranta.
All'inizio del 1994 decide di abbandonare l'attività di cantante a livello professionale, per andare in pensione continuando ad esibirsi solo per hobby. Morì nel sonno il 12 maggio 2001, sei giorni prima di compiere 89 anni.
Nel 2002 gli viene assegnato il Grammy Award alla carriera e nel 2006 il Long Island Music Hall of Fame.

## Influenze nella cultura di massa
- È citato nella canzone Baciami all'italiana del Quartetto Cetra, quale esempio di crooner raffinato, contrapposto al carattere popolare, e tutto italiano, de Il Musichiere.
- Nel film Sbucato dal passato (Blast from the Past) in una scena romantica, Brendan Fraser canta ad Alicia Silverstone una canzone di Perry Como.
- È citato anche in un episodio della nota serie televisiva Il Tenente Colombo, più esattamente nell'episodio Edizione straordinaria di un delitto. Qui Colombo, dopo una gaffe con Victoria, afferma: "A dire il vero io non ascolto la radio; almeno non la musica, non la capisco; Perry Como, Louis Armstrong, quelli sì che li posso capire ma questi fanatici del rock no, non li capisco!".
- Viene citato nella canzone Questo è il nostro stile degli Articolo 31.
- È citato nel numero 45 del fumetto John Doe
- Viene citato nel film Fa' la cosa giusta del 1989
- È inoltre citato nel racconto Joe di Peter Carey, contenuto nella raccolta Collected stories del 1994.

## Al cinema
L'aspetto fisico e le doti canore di Como gli valsero un contratto di sette anni con la 20th Century-Fox a partire dal 1943. Con loro fece, nel 1944, Something for the Boys, dove lavorò con Carmen Miranda; March of Time (1945); Doll Face, del 1945; If I'm Lucky del 1946. Passato alla Metro-Goldwyn-Mayer, interpretò nel 1948 Parole e musica. Tuttavia non si sentì mai a suo agio nel ruolo di attore, tanto che, prima dell'uscita del suo ultimo film, chiese ed ottenne la rescissione del contratto. Anni dopo dirà di quest'episodio:"Il fatto è che io stavo sprecando il loro tempo e loro stavano sprecando il mio".
Durante gli anni dei suoi show televisivi, a Como vennero offerti alcuni ruoli in produzioni cinematografiche, ma non trovò mai il tempo per dedicarvisi.

### Filmografia

#### Attore
- Something for the Boys, regia di Lewis Seiler (1944)
- Doll Face, regia di Lewis Seiler (1945)
- If I'm Lucky, regia di Lewis Seiler (1946)
- Parole e musica (Words and Music), regia di Norman Taurog (1948)
- Perry Como's Christmas in New York, regia di Jeff Margolis (1983)

## Discografia

### Singoli italiani
- 1955 - Black Moonlight / Summertime  (RCA, 45N 0091)
- 1955 - Dream Along With Me / Somebody Up There Likes Me (RCA, 45N 0495)
- 1955 - Round And Round / Mi Casa, Su Casa (RCA, 45N 0569)
- 1956 - The Girl With Golden Braids / My Little Baby (RCA, 45N 0604)
- 1956 - Just Born / Ivy Rose (RCA, 45N 0627)
- 1957 - Magic Moments / Catch a Falling Star (RCA, 45N 0667)
- 1957 - When i Fall In Love / Between The Devil And The Deep Blue See (RCA, 45N 0677)
- 1957 - Kewpie Doll / Chincherinchee (RCA, 45N 0678)
- 1958 - White Christmas / Jingle Bells (RCA, 45N 0695)
- 1958 - When You Come To The End Of The Day / Prayer For Peace (RCA, 45N 0704)
- 1958 - Beats There a Heart So True / Moon Talk (RCA, 45N 0710)
- 1958 - Mandolins In The Moonlight / Love Makes The World 'Go Round (RCA, 45N 0725)
- 1959 - Tomboy /Kiss Me And Kiss Me And Kiss Me (RCA, 45N 0794)
- 1959 - Hot Diggity / South of The Border (RCA, 45N 0800)
- 1959 - I Know / You Are In Love (RCA, 45N 0898)
- 1959 - Silent Night / O Come All Ye Faithful (RCA, 45N 0938)
- 1962 - The Island Of Forgotten Lovers / Caterina  (RCA, 45N 1272)
- 1962 - Maria / You're Following Me (RCA, 45N 1313)
- 1963 - (I Love You) Don't You Forget It / One More Mountain (RCA, 45N 1358)
- 1971 - It's Impossible / Long Life, Lots Of Happiness (RCA, 74-0387)
- 1973 - Walk Right Back / Snowbird (RCA, 2432)
- 1974 - I Don't Know What He Told You / Weave Me The Sunshine (RCA, APBO 0274)
- 1983 - The Best Of Times / Song Of The Sand (RCA, PB 49851)

EP italiani
- 1955 - The Girl With The Golden Braids / My Little Baby / Round And Round / Mi Casa, Su Casa (RCA, A72V-0142)
- 1956 - It's Easy To Remember/ That's What I Like / I Had The Craziest Dream / 'Deed I Do (RCA, A72V-0172)
- 1956 - Sposin' / They Can't Take That Away from me / Somobody Loves Me / Sleepy Time Gal (RCA, A72V-0173)
- 1956 - Love Me Or Leave Me / What'll I Do? / When Your Hair Has Turned To Silver / Carolina Moon (RCA, A72V-0196)

- 1956 - When Day Is Done / I'm Always Chasing Rainbows / Body And Soul / Summertime (RCA, A72V-0205)
- 1956 - Temptation / Over The Rainbow / You Alone / Prisoner Of Love (RCA, EPA 30-206)
- 1957 - When I Fall In Love / You Made Me Love You / Love Letters / Like Someone In Love (RCA, EPA 30-258)
- 1957 - Kewpie Doll / Chincherinchee / Dancin' / Marching Along With The Blues (RCA, EPA 30-261)
- 1957 - Magic Moments / Catch a Falling Star / Ivi Rose / Just Born (RCA, EPA 30-280)
- 1958 - Silent Night / Jingle Bells / Ave Maria / White Christmas (RCA, EPA 30-293)

Singoli e classifiche di vendita
- Long Ago (and Far Away), 1944 - ottava posizione negli Stati Uniti
- I Dream of You, 1945 - decima posizione negli Stati Uniti
- I'm Gonna Love That Gal, 1945 - quarta posizione negli Stati Uniti e disco d'oro
- If I Loved You, 1945 - terza posizione negli Stati Uniti
- Till the End of Time, 1945 - prima posizione per 9 settimane negli Stati Uniti e disco d'oro
- (Did You Ever Get) That Feeling In the Moonlight, 1945 - nona posizione negli Stati Uniti
- Dig You Later (A Hubba Hubba Hubba), 1945 - terza posizione negli Stati Uniti e disco d'oro
- I'm Always Chasing Rainbows, 1946 - quinta posizione negli Stati Uniti e disco d'oro
- You Won't Be Satisfied (Until You Break My Heart), 1946 - quinta posizione negli Stati Uniti
- Prisoner of Love, 1946 - prima posizione per 3 settimane negli Stati Uniti e disco d'oro
- All Through the Day, 1946 - ottava posizione negli Stati Uniti
- They Say It's Wonderful, 1946 - quarta posizione negli Stati Uniti
- Surrender, 1946 - prima posizione negli Stati Uniti
- Winter Wonderland, 1946 - decima posizione negli Stati Uniti
- Sonata, 1947 - nona posizione negli Stati Uniti
- Chi-baba, Chi-baba (My Bambino Go To Sleep), 1947 - prima posizione negli Stati Uniti per 3 settimane e disco d'oro
- When You Were Sweet Sixteen, 1947 - seconda posizione negli Stati Uniti
- I Wonder Who's Kissing Her Now (con Ted Weems), 1947 - seconda posizione negli Stati Uniti
- Because, 1948 - quarta posizione negli Stati Uniti e disco doro
- Far Away Places, 1949 - quarta posizione negli Stati Uniti
- Forever and Ever, 1949 - seconda posizione negli Stati Uniti
- A--You're Adorable, 1949 - seconda posizione negli Stati Uniti
- Some Enchanted Evening, 1949 - prima posizione per 5 settimane negli Stati Uniti e disco d'oro
- Bali Ha'i, 1949 - quinta posizione negli Stati Uniti
- A Dreamer's Holiday, 1949 terza posizione negli Stati Uniti
- Hoop-Dee-Doo, 1950 - seconda posizione negli Stati Uniti
- Patricia, 1950 - settima posizione negli Stati Uniti
- A Bushel and a Peck (con Betty Hutton), 1950 - terza posizione negli Stati Uniti
- You're Just in Love, 1950 - quinta posizione negli Stati Uniti
- If, 1951 - prima posizione per 6 settimane negli Stati Uniti e disco d'oro
- Maybe (con Eddie Fisher), 1952 - terza posizione negli Stati Uniti
- Don't Let the Stars Get In Your Eyes, 1952 - prima posizione per 5 settimane negli Stati Uniti e nel Regno Unito e disco d'oro
- Wild Horses, 1953 - sesta posizione negli Stati Uniti
- Say You're Mine Again, 1953 - terza posizione negli Stati Uniti
- No Other Love, 1953 - seconda posizione negli Stati Uniti
- You Alone (Solo Tu), 1953 - nona posizione negli Stati Uniti
- Wanted, 1954 - prima posizione negli Stati Uniti per 8 settimane e quarta nel Regno Unito e disco d'oro
- Papa Loves Mambo, 1954 - quarta posizione negli Stati Uniti e nelle Fiandre in Belgio per 2 settimane e disco d'oro
- Home For the Holidays, 1954 - ottava posizione negli Stati Uniti
- Ko-Ko-Mo (I Love You So), 1955 - seconda posizione negli Stati Uniti
- Tina Marie, 1955 - quinta posizione negli Stati Uniti
- Chee Chee o-Chee (con Jaye P. Morgan), 1955 - quarta posizione nelle Fiandre
- Hot Diggity (Dog Ziggity Boom), 1956 - seconda posizione negli Stati Uniti e quarta nel Regno Unito
- Juke Box Baby, 1956 - decima posizione negli Stati Uniti
- More, 1956 - quarta posizione negli Stati Uniti e decima nel Regno Unito
- Glendora, 1956 - ottava posizione negli Stati Uniti
- Round and Round, 1957 - prima posizione negli Stati Uniti
- Catch a Falling Star, 1958 - seconda posizione negli Stati Uniti e nona nel Regno Unito con il disco d'oro
- Magic Moments, 1958 - quarta posizione negli Stati Uniti e prima per 8 settimane nel Regno Unito
- Kewpie Doll, 1958 - sesta posizione negli Stati Uniti e nona nel Regno Unito
- Love Makes the World Go 'Round, 1958 - sesta posizione nel Regno Unito
- Mandolins In the Moonlight, 1958 - prima posizione nelle Fiandre e seconda nei Paesi Bassi
- Tomboy, 1959 - decima posizione nel Regno Unito e nelle Fiandre
- Delaware, 1960 - terza posizione nel Regno Unito
- Caterina, 1962 - terza posizione nelle Fiandre e sesta in Norvegia
- One Day Is Like Another, 1966 - versione in inglese di Un giorno dopo l'altro di Luigi Tenco
- It's Impossible, 1970 - decima posizione negli Stati Uniti e quarta nel Regno Unito
- And I Love You So, 1973 - terza posizione nel Regno Unito
- For the Good Times, 1973 - settima posizione nel Regno Unito